# Kraftwerk Volta Grande
Das Kraftwerk Volta Grande (portugiesisch Usina Hidrelétrica de Volta Grande) ist ein Laufwasserkraftwerk in Brasilien, das den Rio Grande zum Stausee Volta Grande (port. Represa de Volta Grande, auch als Represa de Miguelópolis bezeichnet) aufstaut. Der Rio Grande bildet an dieser Stelle die Grenze zwischen den Bundesstaaten Minas Gerais und São Paulo. Ungefähr 10 Kilometer nordwestlich des Kraftwerks befindet sich die Gemeinde Conceição das Alagoas, ca. 30 km nordöstlich liegt die Stadt Uberaba. Am Südufer des Stausees liegt die Gemeinde Miguelópolis.
Mit dem Bau wurde 1970 begonnen. 1974 wurde der Betrieb aufgenommen.

## Absperrbauwerk
Das Absperrbauwerk besteht aus einem Staudamm auf der linken und rechten Flussseite sowie einer Staumauer dazwischen. Als maximale Höhe werden 49 bzw. 56 m angegeben. Die Länge des Absperrbauwerks beträgt 2329 m. Die Staumauer unterteilt sich in Maschinenhaus und Wehranlage mit der Hochwasserentlastung, bestehend aus zehn Toren.

## Stausee
Beim normalen Stauziel von 494,6 m fasst der Stausee 2,244 Mrd. m³ Wasser – davon können 268 Mio. m³ zur Stromerzeugung genutzt werden. Das minimale Stauziel, bei dem die Maschinen noch betrieben werden können, liegt bei 493,2 m.
Durch die Aufsichtsagentur ONS wurden folgende Grenzen für den Abfluss aus dem Stausee festgelegt: ein Minimum von 253 m³/s und ein Maximum von 5.000 m³/s.
Im Stausee kommen verschiedene Fischarten wie Tambaquí oder Tucunaré vor. Unterhalb des Staudamms befindet sich auf der rechten Flussseite die Umweltstation Volta Grande (port. Estação Ambiental de Volta Grande), deren Aufgabe unter anderem in der Überwachung der Wasserqualität sowie dem Betrieb einer Fischzucht besteht. Es werden u. a. Dourado, Jaú, Piapara, Pintado und Piracanjuba gezüchtet.

## Kraftwerk
Das Kraftwerk Volta Grande gehört mit einer installierten Leistung von 380 MW zu den größeren Wasserkraftwerken des Stromerzeugers CEMIG.
Es sind insgesamt vier Maschinen mit jeweils 95 (bzw. 104) MW maximaler Leistung installiert. Sie befinden sich in einem Maschinenhaus auf der linken Seite der Staumauer. Die Kaplan-Turbinen wurden von CGE und die zugehörigen Generatoren von Siemens geliefert. Die Schaltanlage befindet sich auf der linken Seite des Flusses.
Das Kraftwerk ist im Besitz von CEMIG und wird auch von CEMIG betrieben.

## Sonstiges
Die Weltbank gewährte für die Errichtung von Volta Grande am 15. Oktober 1968 einen Kredit in Höhe von 26,6 Mio. US$.